# Drogön Chögyal Phagpa
Drogön Chögyal Phagpa, född 6 mars 1235, död 22 november 1280, var brorson till det femte överhuvudet över Sakya-skolan i den tibetanska buddhismen.
Han var guru och andlig rådgivare åt härskaren över Mongolväldet och den förste kejsare av Yuandynastin, Kublai Khan. Det var Phagpa som fick Kublai Khan att konvertera till den tibetanska buddhismen och Phagpa rättfärdigade mongolernas styre genom att framställa den mongoliska kejsaren som en Chakravartin, en universell buddhistisk kung som regerar välvilligt över hela världen.
Phagpa blev den förste vicekungen över Tibet, där han på 1260-talet genomförde mongolernas administrativa åtgärder inom skatteuppbörd och folkräkning, men Tibet införlivades ändå aldrig helt med mongolernas styre i det egentliga Kina.
Han är också upphovsmannen till ett skriftsystem som bär hans namn och som 1269 blev mongolernas officiella skriftsystem för att skriva mongoliska, tibetanska och kinesiska. Skriftsystemet föll dock ur bruk när Mongolväldet kollapsade under nästa århundrade.
James Hong spelade Phagpa i miniserien Marco Polo från 1982.